# Papilio helenus

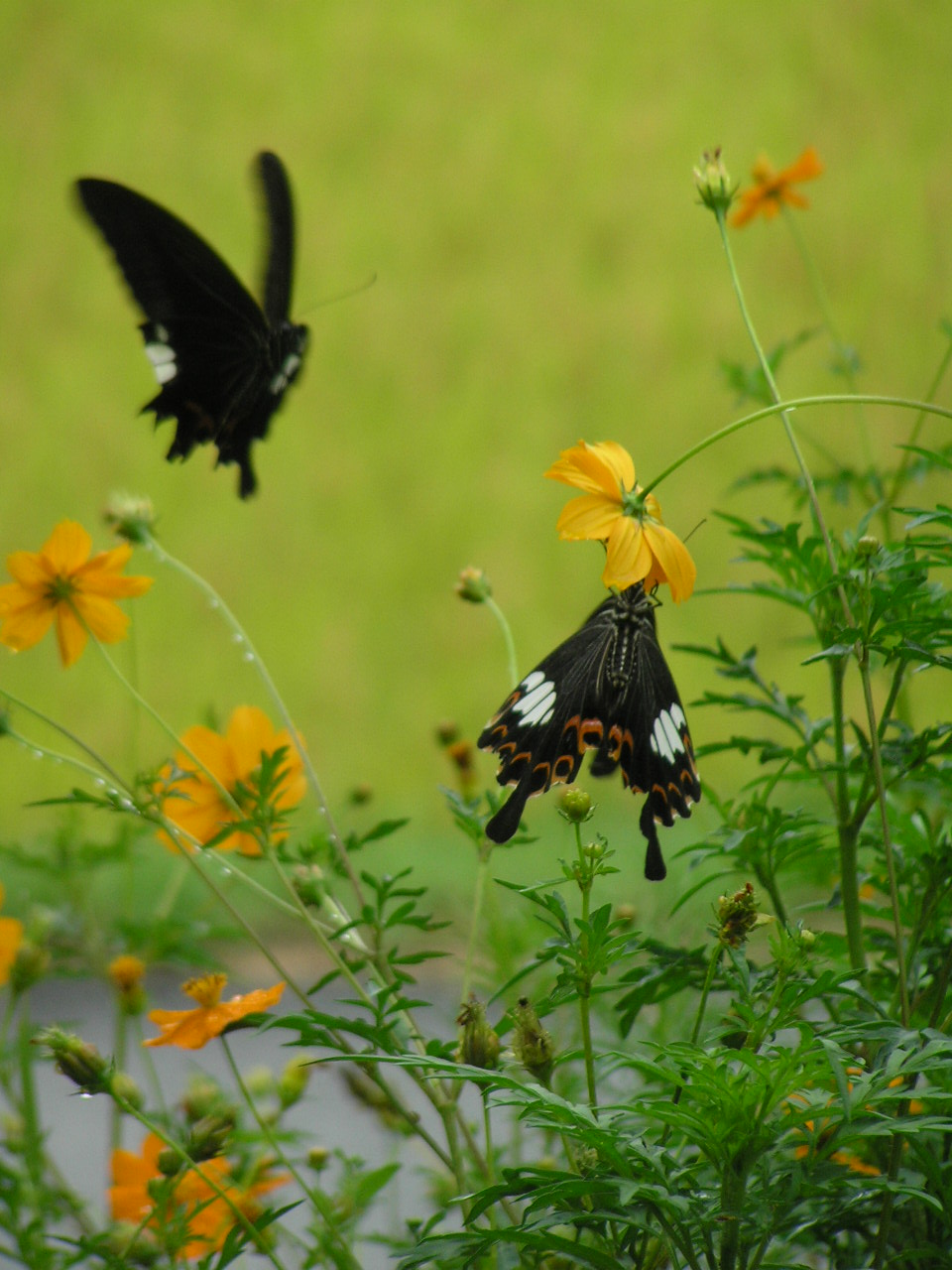
Papilio helenus

Papilio helenus is een vlinder uit de familie van de pages (Papilionidae) en komt voor in Oriëntaals gebied. 

## Kenmerken
De zwarte vleugels hebben een groene weerschijn. Op de achtervleugels bevinden zich grote witte vlekken, die alleen zichtbaar zijn tijdens de vlucht. De spanwijdte bedraagt tussen de 80 en 130 millimeter.

## Verspreiding en leefgebied
Deze vlindersoort komt voor in Japan, India, Thailand, Myanmar, Maleisië en Indonesië.

## Waardplanten
Waardplanten van de rupsen zijn soorten uit de geslachten Zanthoxylum, Citrus en Toddalia van de wijnruitfamilie.